# Paul Agostino
Paul Agostino (9 de junho de 1975, Adelaide) é um ex-futebolista profissional australiano, atuava como atacante.

## Carreira
Paul Agostino representou a Seleção Australiana de Futebol, nas Olimpíadas de 1996.